# Hans Sandreuter
Hans Sandreuter, né à Bâle le 11 mai 1850 et mort à Riehen le 1er juin 1901, est un artiste peintre suisse du mouvement symboliste allemand de la fin du XIXe siècle.

## Biographie
Après des études secondaires à Bâle, Hans Sandreuter entreprend en 1867 une formation en lithographie. Après avoir travaillé comme lithographe à Nuremberg et Vérone et avoir étudié pendant six mois auprès d’Achille Carrillo, il est de retour à Bâle en 1872. En 1873, il parfait sa formation dans une école d'art privée de Munich où il fait la connaissance d'Arnold Böcklin ; avec l’appui de Wilhelm von Kaulbach, il suit les cours du soir en dessin à l'Académie de Munich. En 1874, il se rend à Florence chez Arnold Böcklin qui l’accueille chez lui lorsqu’il tombe malade l’année suivante. De 1877 à 1880, il vit à Paris, en 1882, il rejoint Florence puis il installe deux ans plus tard son atelier à Bâle. Il reçoit de nombreuses commandes pour des peintures murales et décors sur des bâtiments publics et restaure diverses salles et décors comme, par exemple, au monastère de Stein am Rhein. En 1896, il devient membre de la Commission fédérale des beaux-arts suisses. En 1897, il se rend à Florence pour recevoir la médaille « Arnold Böcklin » d’Arnold Böcklin même puis organise le 19 septembre une exposition Böcklin à la Kunsthalle de Bâle. En 1899, atteint du diabète, il meurt deux ans plus tard à son domicile de Riehen « Zur Mohrhalde ».
Hans Sandreuter était le plus proche disciple de Böcklin. Certains critiques ont pu lui reprocher, de son vivant, d’imiter Böcklin. Il a été, de fait, pour le XIX s., un représentant de l'art « Fin de siècle »  et c'est en Suisse où il a été surnommé le « Cézanne suisse », qu'il a connu la plus grande notoriété artistique. Pour le centième anniversaire de sa mort, le Kunstmuseum de Bâle a organisé en 2001-2002 une grande exposition pour l’ensemble de son œuvre. Outre ses peintures à l'huile et ses aquarelles, il a été un créateur dans l'art décoratif monumental. Il a conçu des œuvres d'art graphique, vitraux et mobilier. Sandreuter était « aussi, tout en étant un compagnon engagé et critique, partisan de l’art nouveau de sa génération ». On peut encore voir quelques-unes des façades et des décorations murales qu’il a conçues, par exemple, la façade du Bärenzunft et les pièces murales du Schmiedezunft dans le vieux Bâle.
Il est le grand-oncle de l'artiste peintre française Véronique Filozof (1904-1977).

## Reconnaissance et hommages
- Médaille « Arnold Böcklin » (1897),
- Médaille d'or de la galerie royale de Dresde (1899),
- Centième anniversaire de sa mort : 2001/2002 / grande exposition pour l’ensemble de son œuvre au Kunstmuseum de Bâle.

## Œuvres

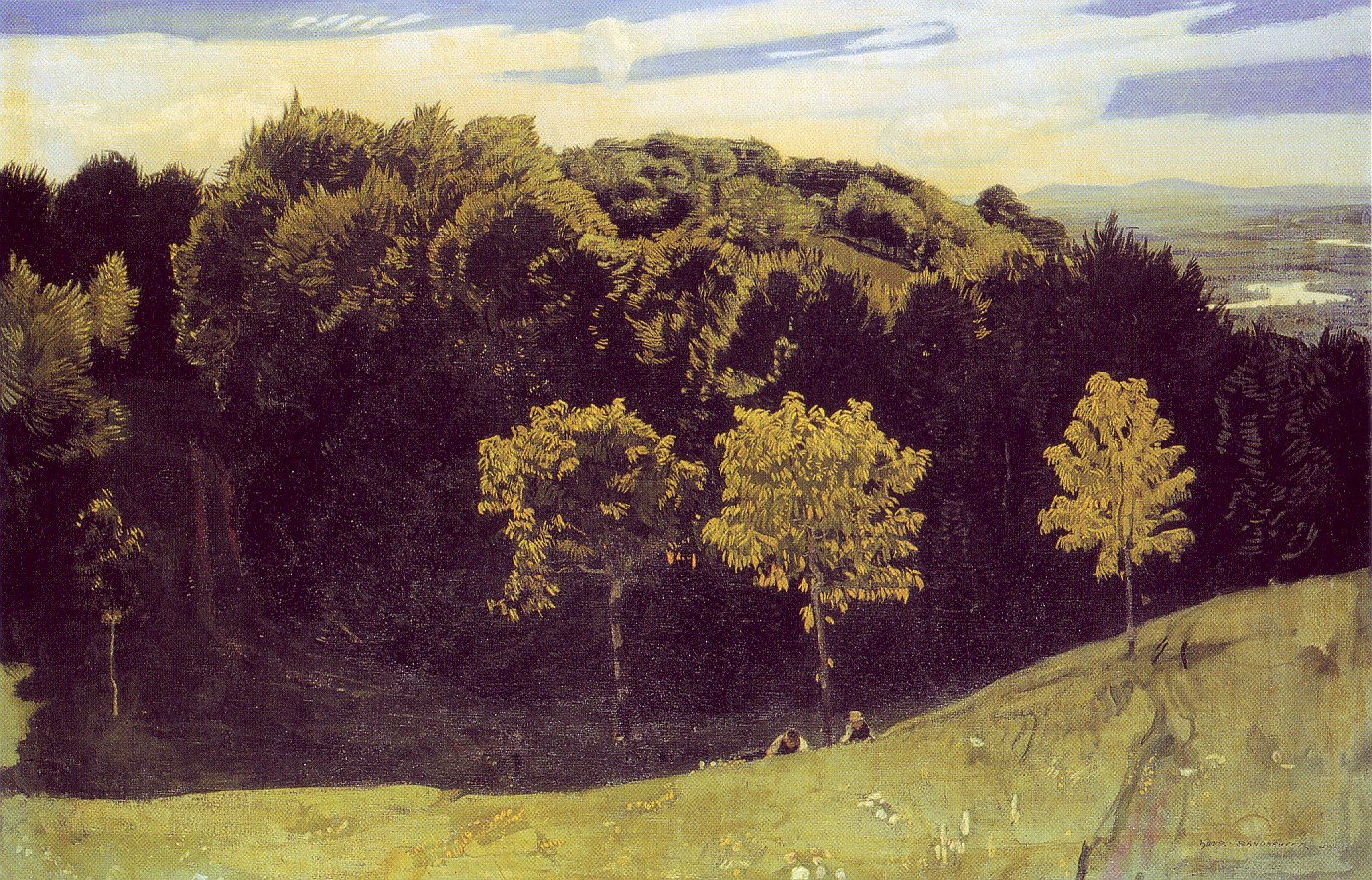
« Le Rhin à Bâle », 1900
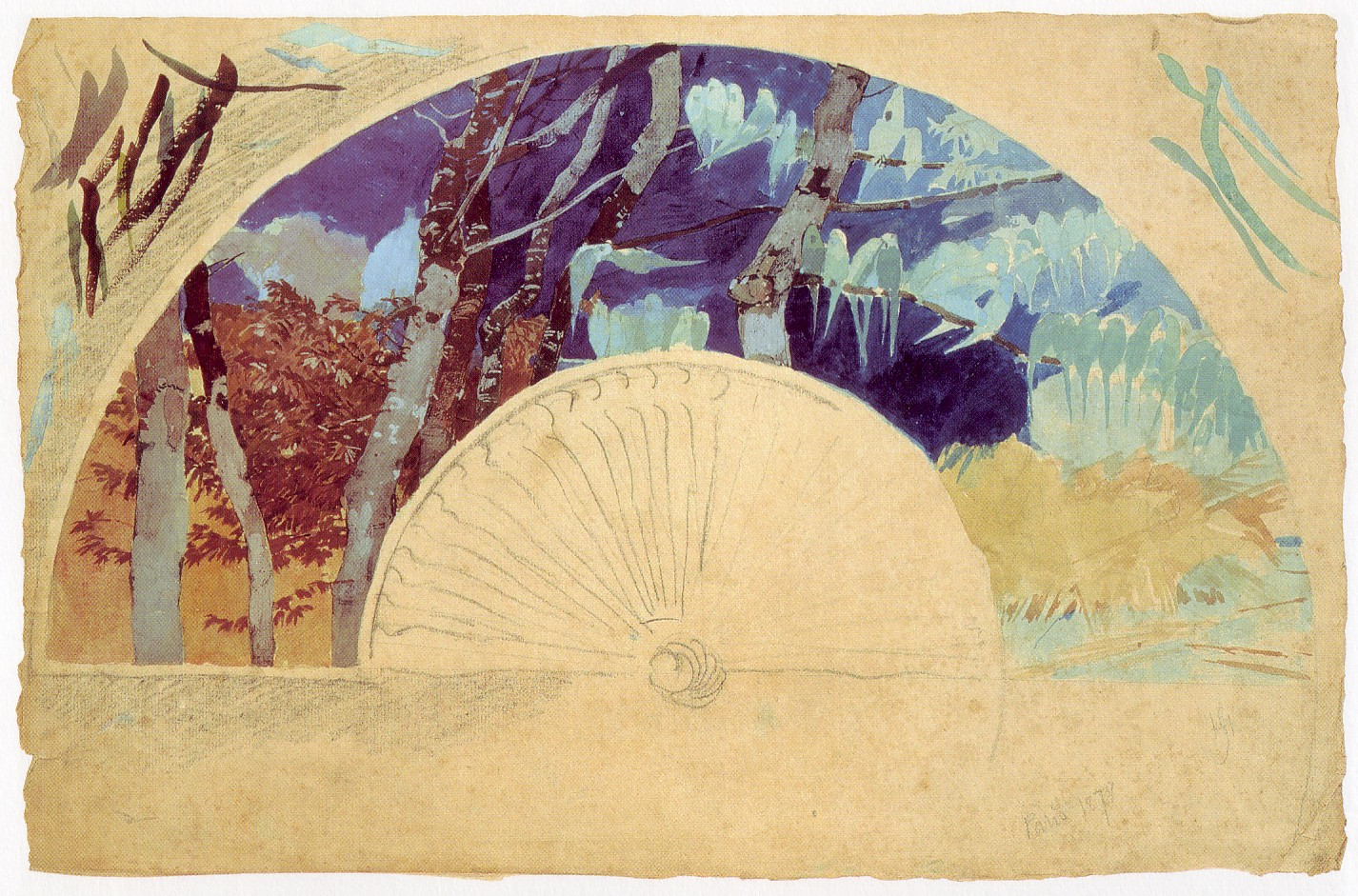
Avant-projet d’un sujet, 1878
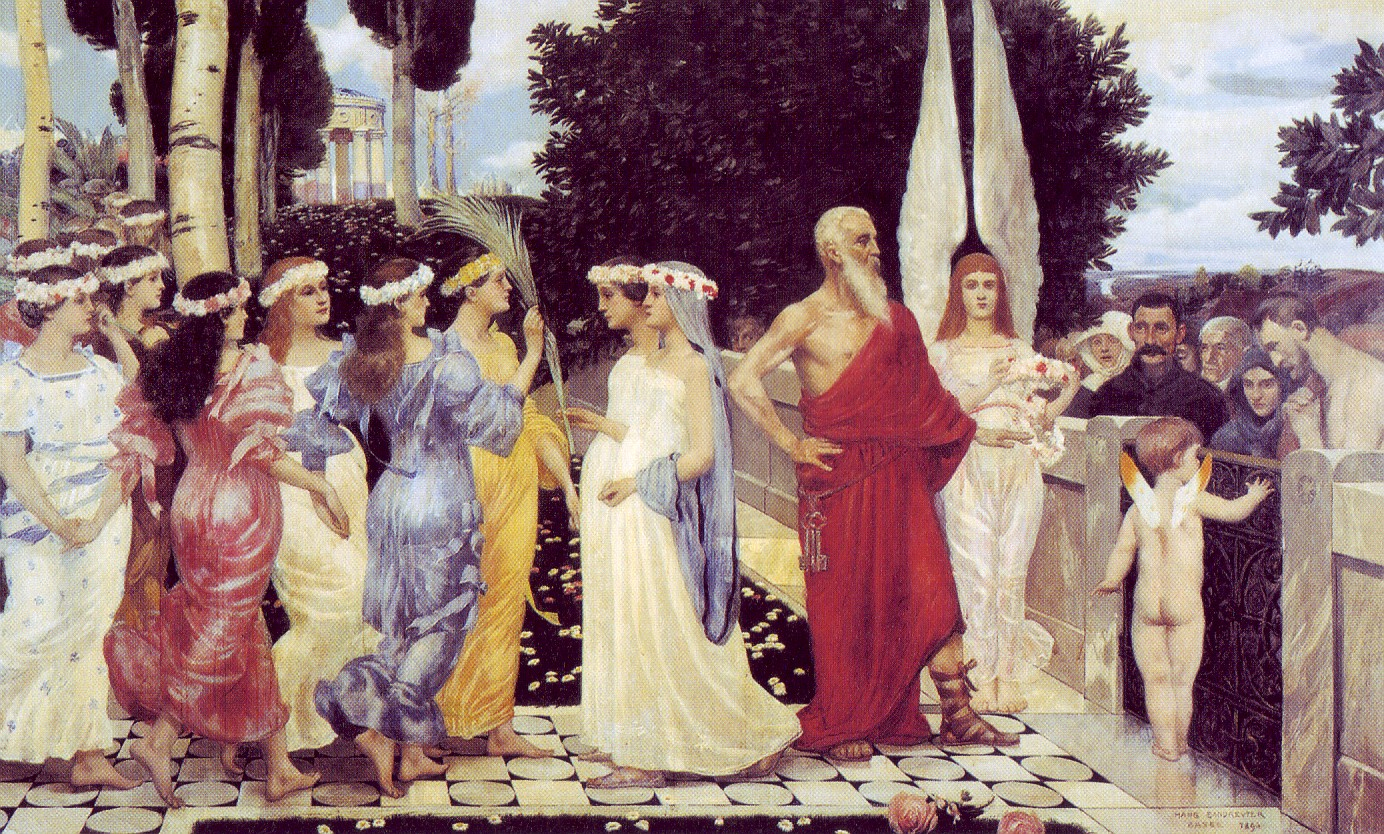
« À la Porte du Ciel », 1894
affiche, 1897

## Sources
- (de) Cet article est partiellement ou en totalité issu de l’article de Wikipédia en allemand intitulé « Hans Sandreuter » (voir la liste des auteurs).
- Tapan Bhattacharya, « Sandreuter, Hans » dans le Dictionnaire historique de la Suisse en ligne, version du 6 juin 2011.
- « Hans Sandreuter », sur SIKART Dictionnaire sur l'art en Suisse.
- Richard Chambon, Parmi peintres et poètes (lire en ligne)
- Jean-Guy Modin, Véronique Filozof ma mère, Paris, 1979